# Carsten Recksik
Carsten Recksik (* 1973 in Kronach) ist ein deutscher Kunstvermittler. Er lebt und arbeitet in London.

## Studium
Nach einer Ausbildung zum Steinmetz und Steinbildhauer studierte er von 2001 bis 2002 in der Klasse "Kunst und öffentlicher Raum" an der Akademie der Bildenden Künste Nürnberg bei J.P. Hölzinger und Georg Winter. 2003 wechselte er in die Klasse von Olaf Metzel an der Kunstakademie München und schloss dort 2007 sein Studium als Meisterschüler ab. In diesem Rahmen erhielt er den Debütantenpreis des Bayerischen Staatsministeriums für Wissenschaft, Forschung und Kunst.

## Aktivität
Carsten Recksik initiierte und organisierte eine Anzahl von verschiedenen Kunstprojekten u. a. den nicht-kommerziellen Ausstellungsraum Privatgalerie in München (mit Inga Charlotte Taubert, 2008–2009), die Ausstellung New German Art in der deutschen Botschaft in London (2010) und "Olaf Breuning - Home" am Institute of Contemporary Arts in London (2013). Als Teil der Ausstellungsorganisation von verschiedenen kommerziellen Galerien und öffentlichen Institutionen realisierte er Projekte mit namhaften Künstlern wie zum Beispiel Paul McCarthy, Andreas Gursky, Gilbert & George, Ellsworth Kelly, Christoph Büchel und Pierre Huyghe.
- Künstler-Kurator: Diving for Pearls (in your own Soup), Städtische Kunsthalle München / New German Art, Deutsche Botschaft London / Kompakter Ereignishorizont, Kunstbunker Nürnberg / Box Project, Pippy Houldsworth Gallery London / Olaf Breuning - Home 1,2 & 3, Institute of Contemporary Arts London. Modern Art Oxford / Boris Dornbusch, Marie von Heyl, Florian Meisenberg & Tim Wolff at Backlit, Nottingham, UK / Contemporary Turkish Art, Europäische Kommission, London
- Beratung für Kunstprojekte / Guerillamarketing Porsche AG
- seit 2003 Mitglied der internationalen Künstlergruppe forschungsgruppe-f
- 2008 Gründung des nichtkommerziellen Ausstellungsraums "PRIVATGALERIE" in München
- 1999 Gründungsmitglied des morphclub in Bamberg
- 2015–2019 Mitherausgeber des internationalen Kunstmagazins frieze
- Seit 2019 Herausgeber des internationalen Kunstmagazins ArtReview

## Preise/Förderungen
- 2009 DAAD-Reisestipendium für die USA
- 2008 Arbeitsstipendium der Stiftung Kunstfonds Bonn
- 2007 Debütantenförderung des bayerischen Staatsministeriums für Wissenschaft, Forschung und Kunst
- 2005 Förderung des Projekts "catch me! If you can" durch die Steiner-Stiftung
- 2002 Zweiter Preis Wettbewerb der Danner-Stiftung mit dem Projekt "Wohin fährst du?"
- 2002 Erster Preis Jahresausstellung AdbK Nürnberg mit dem Projekt "Selbststudium oder fünf Tage im eigenen Saft"